# Кордильера-дель-Мериндон
Кордильера-дель-Мериндон (исп. Sierra del Merendón) — горный хребет, простирающийся на восточной границе Гватемалы и Гондураса. Его юго-западная граница проходит по долине реки Лемпа, а северная — по долине реки Мотагуа. Горный хребет имеет несколько различных биомов и мест обитания, включая облачные леса.
Национальный парк Кусуко (исп. Parque Nacional El Cusuco) расположен на стороне Гондураса на территории площадью 23 440 гектаров умеренного леса. Основная зона расположена на высоте 1800—2242 м. В парке преобладают облачные леса (1500—2242 м), полузасушливые сосновые леса на южных склонах (800—1500 м), влажные лиственные леса на склонах, обращенных к северу (500—100 м).